# Материчная
Материчная (также Шонга, Пушкарёва) — река в России, протекает по Томской области. Устье реки находится в 1 км по правому берегу протоки Парабель реки Парабель в селе Парабель. Длина реки составляет 10 км.
Название происходит от слова материк в значении «глухой лес, тайга».

## Данные водного реестра
По данным государственного водного реестра России относится к Верхнеобскому бассейновому округу, водохозяйственный участок реки — Обь от впадения реки Чулым до впадения реки Кеть, речной подбассейн реки — Чулым. Речной бассейн реки — (Верхняя) Обь до впадения Иртыша.
Код объекта в государственном водном реестре — 13010500112115200024131.